# Privatbrauerei Eichbaum
Privatbrauerei Eichbaum GmbH & Co. KG este o companie germană producătoare de bere, fondată în 1679 și cu sediul actual la Mannheim.

## Istoric

### Începuturi

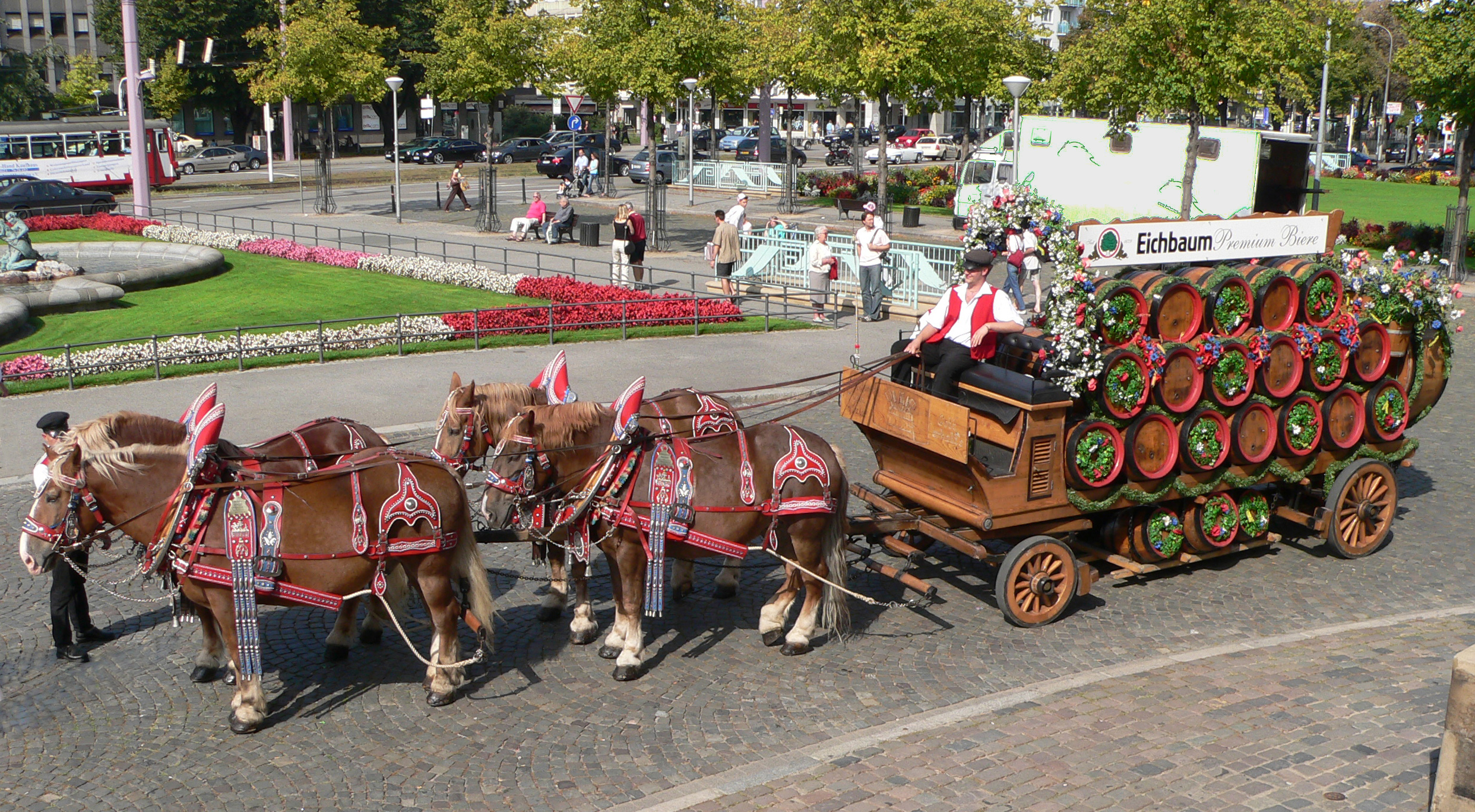
Căruța tradițională a fabricii de bere

Istoria fabricii de bere Eichbaum a început la 3 octombrie 1679, în timpul principelul elector Carol I Ludovic al Palatinatului, când consiliul orașului Mannheim i-a acordat cetățeanului străin Jean du Chaine (Chêne), care imigrase aici după Războiul de Treizeci de Ani, o licență pentru fabricarea berii și i-a permis „să atârne un scut în fața fabricii Aichbaum, care să indice sediul ei din Mauritzgaßen”. În acea vreme existau la Mannheim aproximativ 25 de fabrici de bere, ai căror principali clienți erau militarii germani staționați în cetate. Pe baza numelui său (chêne înseamnă „stejar” în limba franceză), berarul⁠(d) valon a fondat cârciuma „Zum Aichbaum” în Mauritzgasse (azi: Quadrat⁠(d) Q 5). Distrugerea completă a orașului în anul 1689, în urma Războiului Succesiunii Palatine, a pus capăt acestui prim capitol al istoriei companiei producătoare de bere. O mare populație a orașului s-a refugiat în alte părți: din cei 12.000 de locuitori ai orașului au mai rămas doar 500.
După reconstruirea orașului, numele cârciumii berarului valon a fost reînviat în anul 1717 de Johannes Blanckart (sau, după altă sursă, Jean Blancard) din Hanau, care era, la rândul său, descendent al unor berari valoni. Berăria⁠(d) sa „Zum Grünen Eichbaum” („La stejarul verde”) din Quadrat P 5 a devenit una dintre localurile cele mai populare din oraș și a profitat de pe urma marelui succes economic al Mannheimului din secolul al XVIII-lea. Mutarea Curții Electorale Palatinale de la Heidelberg la Mannheim în jurul anului 1720 a stimulat dezvoltarea economică, iar la mijlocul secolului al XVIII-lea existau 71 de fabrici de bere în oraș.
Orașul Mannheim a început să-și piardă importanța în anul 1789, când principele elector Karl Theodor s-a mutat la München, deoarece fusese ales, de asemenea, principe elector și duce al Bavariei. Situația politică s-a complicat după izbucnirea Revoluției Franceze: un număr mare de imigranți francezi s-a adunat la Mannheim, iar trupele franceze au trecut granița pentru a-i urmări. În urma acestor tulburări, moștenitorii lui Blanchard au vândut fabrica de bere în 1820 pentru 10.000 de guldeni, dar cumpărătorii nu au avut mai mult succes.

### Industrializare și expansiune

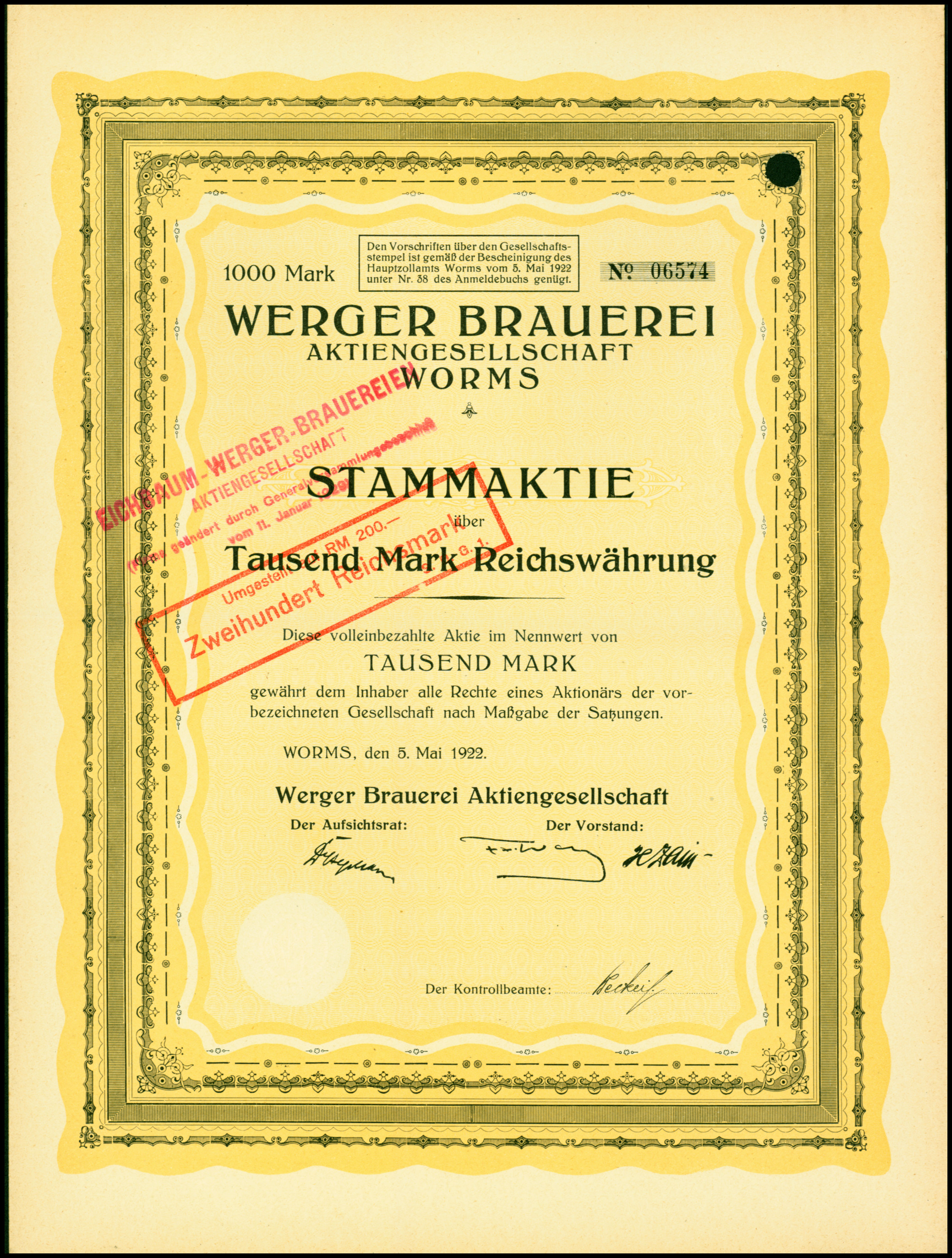
Acțiune cu valoarea nominală de 1000 RM a companiei Werger Brauerei, emisă la 5 mai 1922 și retimbrată în 1929 de Eichbaum-Werger-Brauereien AG

Fabrica de bere Eichbaum, cu toate echipamentele ei, a fost scoasă la licitație în anul 1827. Tânărul meșter berar Heinrich Forschner din Schriesheim, care a preluat fabrica de bere, a profitat de redresarea economică a orașului (care făcea parte acum din Marele Ducat de Baden, cu capitala la Karlsruhe). Orașul, situat la confluența Neckarului cu Rinul, a devenit port liber, iar transporturile s-au dezvoltat: navele cu aburi au început să circule pe Rin, iar prima cale ferată (pe traseul Mannheim–Heidelberg) a fost construită în regiune în 1840. În acest context economic favorabil, Forschner s-a extins foarte curând pe cealaltă parte a Neckarului și a construit o pivniță boltită din cărămidă pe Sandgewann nr. 5, la o adâncime de zece metri. În anul 1850 existau 20 de fabrici de bere pentru o populație a orașului de circa 25.000 de locuitori.
După moartea lui Forschner, compania a fost cumpărată de frații Hoffmann din Siegelsbach im Kraichgau, iar expansiunea afacerii a continuat. Frații Hofmann (Christoph și Edmund) au mutat în anii 1870 întreaga fabrică de bere peste Neckar, pe Käfertaler Straße din actualul cartier Wohlgelegen⁠(d) (districtul Neckarstadt-Ost) al orașului Mannheim, unde se află și astăzi sediul companiei. Eichbaum-Brauerei se afla în anul 1871 pe locul 3 dintre cele 14 fabrici de bere ale orașului, iar, în 1881, a fost transformată într-o societate pe acțiuni și a continuat să se extindă. Cei doi frați s-au despărțit ulterior: Christoph Hofmann și-a vândut acțiunile fratelui său și a fondat în anul 1886 fabrica de bere Badische (numită acum „Alte Brauerei”), chiar lângă fabrica de bere Eichbaum.
Mecanizarea producției în anii 1870 au însemnat costuri mari pentru compania Eichbaum, care a încercat să țină pasul cu celelalte 14 companii, și a crescut prețul berii cu 25% în anul 1873, pentru a-și recupera investițiile. Creșterea prețurilor a cauzat „Revoltele berii de la Mannheim”, în timpul cărora populația a spart numeroase sticle în piețe, iar fabricile au fost nevoite să renunțe la această decizie. Introducerea berii la sticlă a cauzat revolta cârciumarilor, care au fost nemulțumiți că-și vor pierde clienții. Eichbaum a câștigat în anul 1885 o medalie de aur la Expoziția Mondială de la Anvers, iar producția de bere a ajuns pentru prima dată la 100.000 hl în 1887. Fabrica avea 147 de angajați în 1900 și o flotă formată din 32 de căruțe și 50 de cai pentru transportul berii. Înaintea Primului Război Mondial, Eichbaum era principala fabrică de bere din Mannheim (cu o producție de 110.000 hl în 1911) și una dintre cele mai mari 100 de fabrici de bere din Imperiul German. Producția fabricii era livrată în orașe apropiate mari precum Darmstadt și Heilbronn, iar industriașul Karl Benz era unul dintre clienții săi cei mai cunoscuți.
Cu toate acestea, ocuparea de către aliați a zonelor de pe malul stâng al Rinului⁠(d), după sfârșitul războiului, a întrerupt legătura cu o piață importantă de desfacere a fabricii de bere în 1918. Clienții de pe malul stâng al Rinului au putut fi deserviți numai printr-o cooperare cu compania Werger-Brauerei din Worms, încheiată la 10 octombrie 1923. Această colaborare a condus la o fuziune la 10 ianuarie 1929 pentru formarea companiei „Eichbaum-Werger-Brauerei AG”, cu sediul în Worms.

### Distrugere și reconstrucție
Ascensiunea la putere a național-socialismului a făcut ca vânzările berii produse de Eichbaum-Brauereien AG să se prăbușească, deoarece compania era deținută în mare parte de acționari evrei precum avocatul Max Hachenburg⁠(d), editorul Heinrich Gütermann, industriașul Richard Lenel⁠(d) (președintele Camerei de Comerț din Mannheim) și producătorul de malț Jacob Feitel, care deținea aproximativ 1/5 din acțiuni. După forțarea acționarilor evrei să părăsească compania în 1933, compania Eichbaum a continuat să fie denigrată public drept „fabrica de bere palestiniană” (Palästina-Brauerei) și a devenit obiect de batjocură în cadrul carnavalurilor stradale, când oameni îmbrăcați în evrei strigau: „Bea ca să obținem dividende”. Fabrica de bere a obținut dreptate în justiție în anul 1935, iar autoritățile, după ce s-au asigurat că devenise complet „ariană”, au început să-i atribuie din nou contracte publice. Acționarul majoritar al companiei a devenit Richard Greiling⁠(d), care achiziționase mai multe companii evreiești în perioada nazistă.
Cu toate acestea, redresarea economică a fabricii de bere a fost doar temporară, deoarece producția s-a prăbușit în mare măsură în timpul celui de-al Doilea Război Mondial. Orașul Mannheim a fost bombardat de 150 de ori în perioada 1940–1945; primul bombardament al Royal Air Force (RAF) a avut loc în decembrie 1940, iar trei sferturi dintre clădirile orașului au fost distruse până în mai 1945. Clădirile Eichbaum au suferit pagube încă de la început, iar în timpul raidului nocturn din 9/10 mai 1941 o bombă a explodat chiar în fața fabricii de bere, provocând pagube materiale și cauzând moartea meșterului berar Georg Riedlinger în urma unui accident vascular cerebral.
Reconstrucția rapidă a fabricii Eichbaum după cel de-al Doilea Război Mondial s-a datorat statutului companiei de furnizor principal al armatei americane. Compania, care a prosperat din nou în curând, a continuat să se extindă, și-a triplat producția în perioada 1950–1958 și a depășit producția record de 300.000 de hectolitri din perioada interbelică. În 1966 au fost produși 440.000 hl de bere.

### Schimbări de proprietate și restructurare

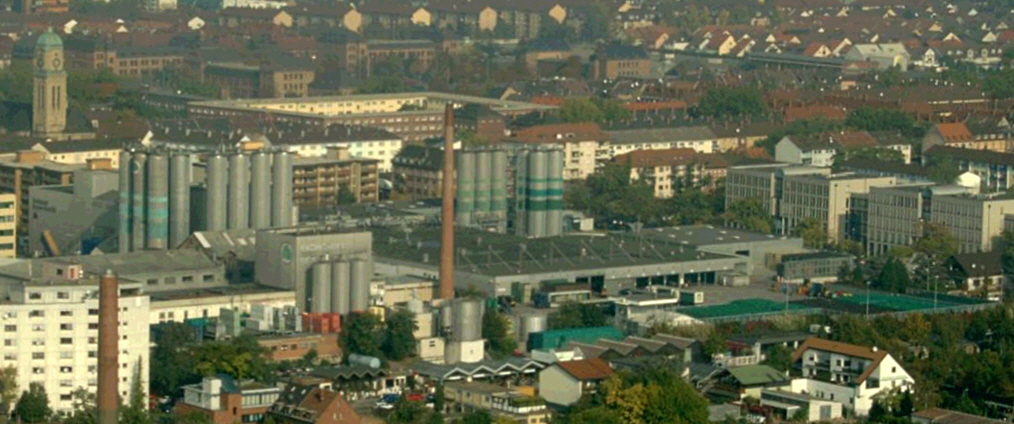
Sediul fabricii de bere din Mannheim

În 1970, compania a fost preluată de rivalul Henninger Gruppe⁠(d) din Frankfurt, după ce principalii acționari (trei bănci și moștenitorii lui Jacob Feitel) și-au vândut acțiunile. Eichbaum a achiziționat în 1973 fabrica de bere Durlacher Hof AG din Mannheim, ceea ce a făcut ca numărul angajaților să crească la 777 de persoane. Măsurile de reducere a costurilor au dus la închiderea fabricii din Worms în 1978, iar sediul companiei Eichbaum-Brauerei a fost mutat înapoi la Mannheim. Compania Eichbaum a preluat în 1991 fabrica de bere Freiberger Brauhaus⁠(d) din Freiberg (Saxonia, anterior RDG), pe care a vândut-o în 2006 grupului Radeberger⁠(d) din Frankfurt.
Producția de bere a companiei Eichbaum a depășit 1 milion hl la începutul anilor 1990, devenind astfel cea mai mare fabrică de bere din landul Baden-Württemberg. Situația financiară a grupului Henninger s-a agravat însă în aceeași perioadă. Din cauza dificultăților financiare care au dus la insolvența companiei proprietare Gebr. März Gruppe⁠(d), Grupul Henninger s-a destrămat la sfârșitul anilor 1990. Dietmar Hopp⁠(d), fondatorul SAP, a cumpărat compania Eichbaum în 1998 și, prin mai multe achiziții, a adus-o sub umbrela companiei producătoare de băuturi Actris⁠(d). Miliardarul german a afirmat ulterior într-un interviu pentru „Financial Times Deutschland” că a încercat să-și ajute un prieten de golf, antreprenorul Werner Kindermann, prin investiția sa în industria berii și „a alunecat în această afacere! fără a cunoște suficient despre ea. O grevă dură, ce a durat 28 de zile, a avut loc la începutul anului 2005 după ce compania a încheiat un nou contract colectiv de muncă și a vrut să reducă prima de Crăciun în 2004. Eichbaum avea în anul 2005 o cifră de afaceri de 130 de milioane de euro și un personal format din 480 de angajați.

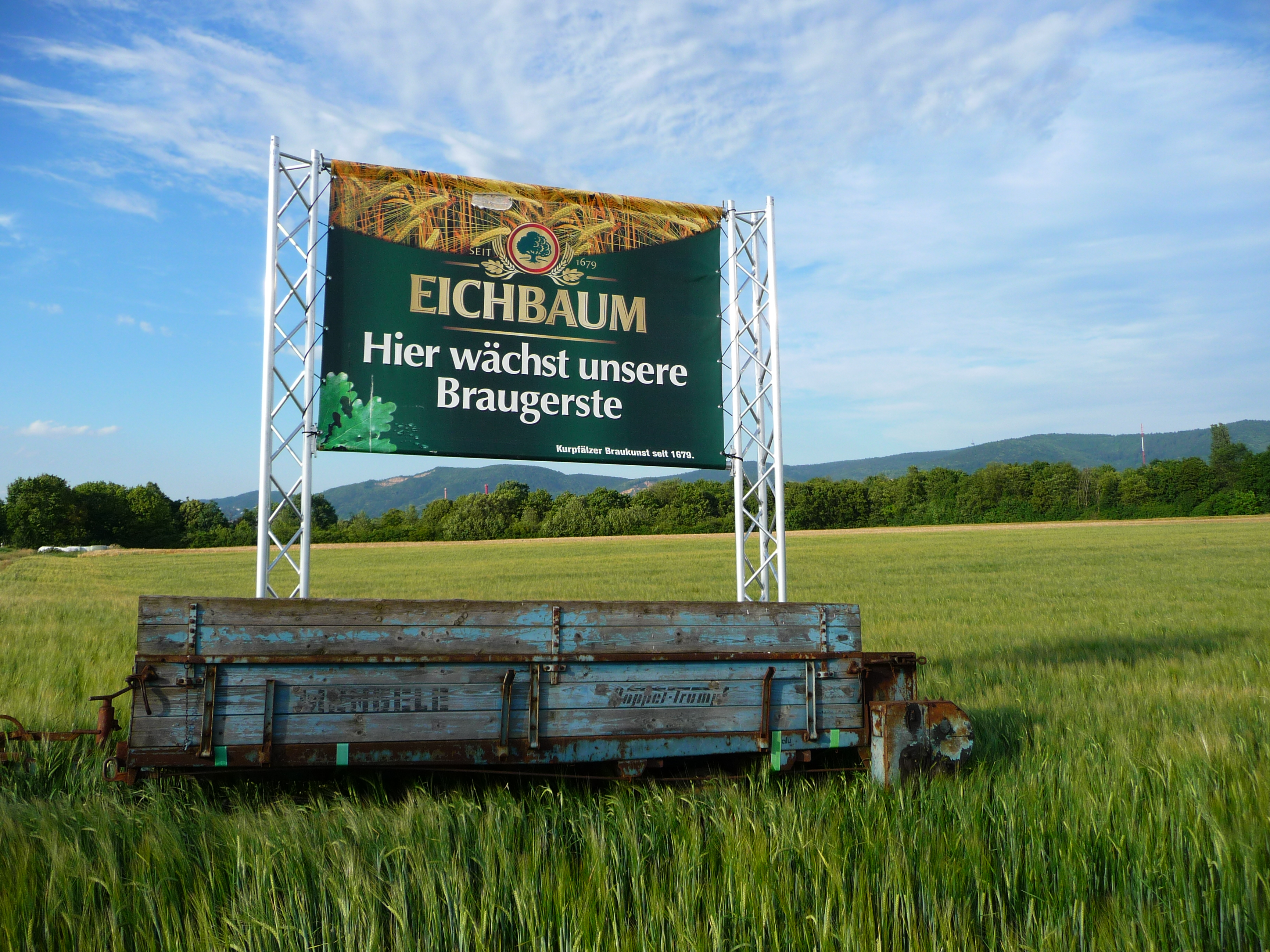
Achiziționarea malțului din orz de la furnizorii regionali

În anul 2006 a fost anunțată efectuarea unei tranzacții de tip management buy-out⁠(d) (MBO); acțiunile companiei Eichbaum, inclusiv participațiile sale la fabrica de bere Pirmasenser Park & Bellheimer⁠(d) din Pirmasens și la fabrica de apă minerală Odenwald-Quelle⁠(d) din Heppenheim, trebuiau transferate membrilor consiliului de administrație ai companiei Actris. După o tranzacție nereușită de tip Squeeze-out⁠(d) (retragere), inițiată în decembrie 2007, conducerea a anunțat în iulie 2008 că plănuiește o restructurare extinsă a companiei Eichbaum.
Achiziția acțiunilor de către membrii consiliului de administrație al companiei Actris a fost implementată la sfârșitul anului 2009, iar unul dintre acționarii principali a devenit directorul general Jochen Keilbach. Compania funcționează de la 1 ianuarie 2010 sub numele de Privatbrauerei Eichbaum GmbH & Co KG și a produs în anul 2011 o cantitate de 1,7 milioane de hectolitri de bere pe an, devenind astfel cea mai mare fabrică de bere din landul Baden-Württemberg. Cei 220 de angajați ai fabricii produceau în acea vreme bere și limonadă. Piața de desfacere principală era în regiunea Baden-Württemberg, dar compania exporta bere în 50 de țări, din China până în Țările Baltice.

## Alimentare cu apă proprie
Fabrica de bere are trei fântâni adânci (133 m, 118 m și 103 m). Datorită adâncimii acestor fântâni, apa este izolată de straturile superioare ale solului prin mai multe bariere de pământ. Prin urmare, contaminarea⁠(d) apelor subterane utilizate este puțin probabilă. Componentele potențial dăunătoare ale apei, cum ar fi, de exemplu, metalele grele și nitrații, nu sunt prezente deloc sau sunt prezente doar sub formă de urme.
Apa de fântână de la fabricile de bere Eichbaum este recunoscută drept apă minerală naturală.

## Diverse
În Mannheim, marca de bere Eichbaum mai este supranumită „Leichenwasser” („Apă de la cadavre”), „Urleich” („Cadavrul primordial”), „Friedhofsbräu” („Berea cimitirului”) sau „Leichbaum” („Arborele cadavrelor”), deoarece fabrica de bere este situată chiar lângă cimitirul principal al orașului⁠(d), iar apa folosită la fabricarea berii este extrasă din trei fântâni situate în incinta companiei.

## Produse (selecție)
Marca Eichbaum
- Eichbaum Ureich Premium Pils[17]
- Eichbaum Leichter Typ[18]
- Eichbaum Kurpfälzer Helles
- Eichbaum Rotes Räuberbier
- Eichbaum Kläänes Pils

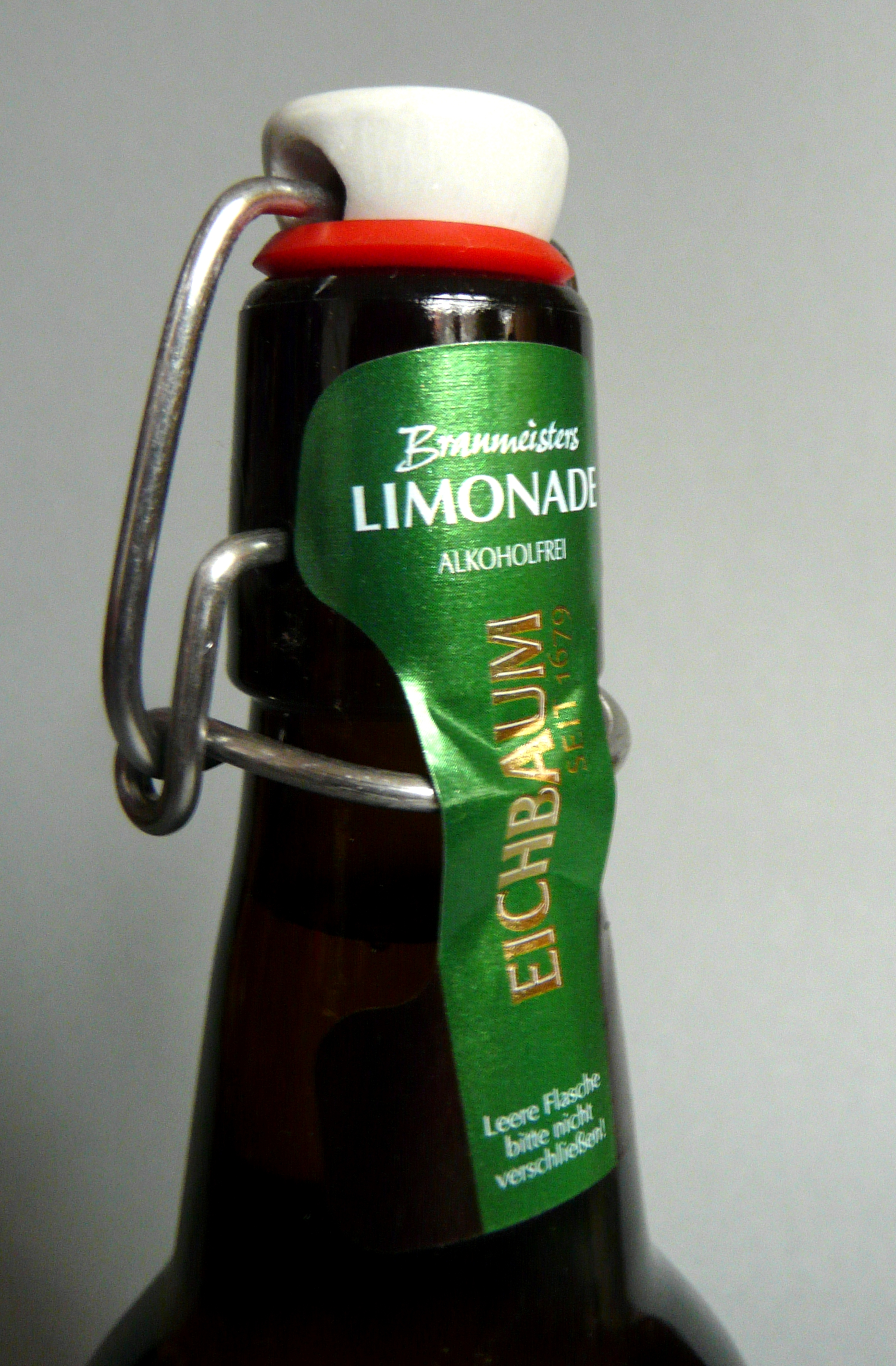
Eichbaum Braumeisters Limonade cu dop de tip flip-top

- Eichbaum Apostulator (bere Doppelbock⁠(d))[19]
- Eichbaum Braumeisters Limonade (lămâie naturală, malț de portocale, soc sălbatic, grapefruit)[20]
- Eichbaum Braumeisters Brand (malț Mirabelle, malț Williams, malț de mere, malț de prune)

Alte mărci
- Feuerio-Tropfen (pentru perioada Postului Mare)[21]
- Apostelbräu[22]
- Gerstel[4][23]
- Karamalz⁠(d),[4][24] Karamalz Fresh Lemon și Karacola
- Germania⁠(d) Export[25] și Pilsner

## Galerie

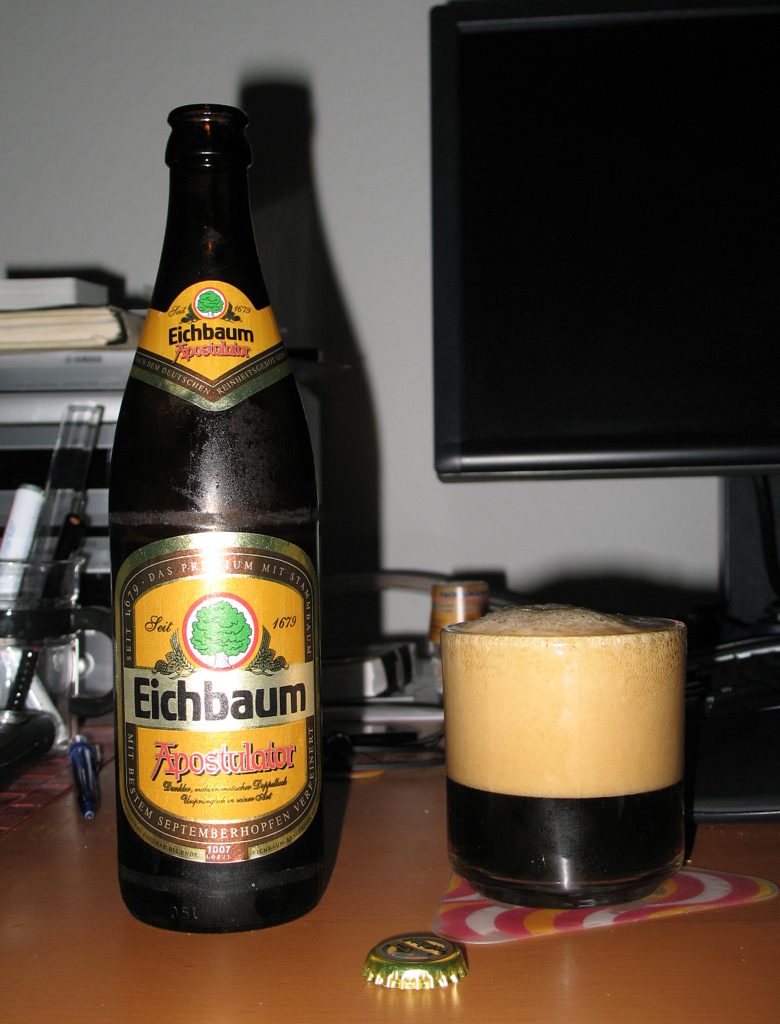
O sticlă și un pahar de bere brună Eichbaum „Apostulator”
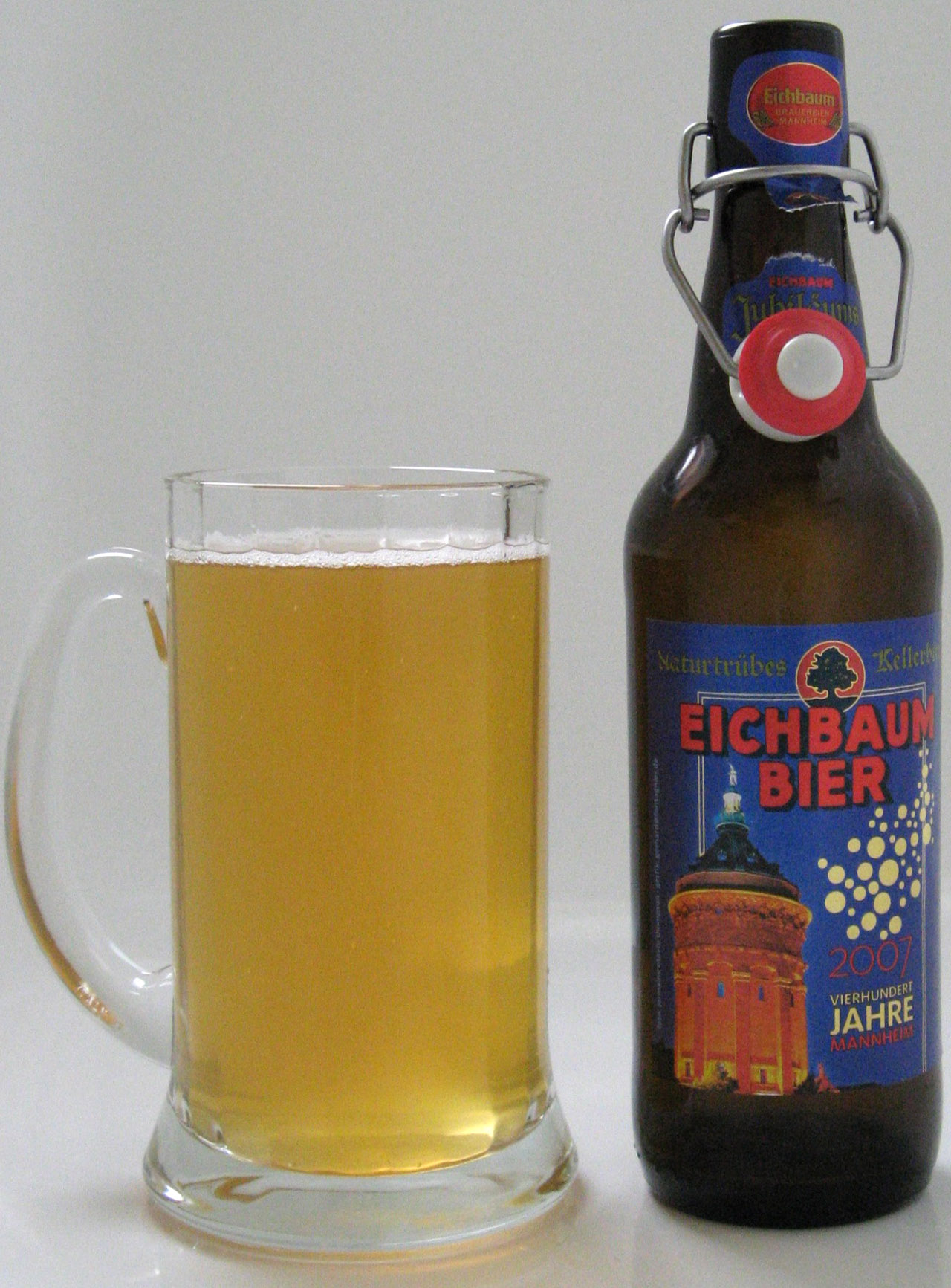
O bere „Kellerbier” îmbuteliată în cinstea aniversării a 400 de ani a orașului Mannheim
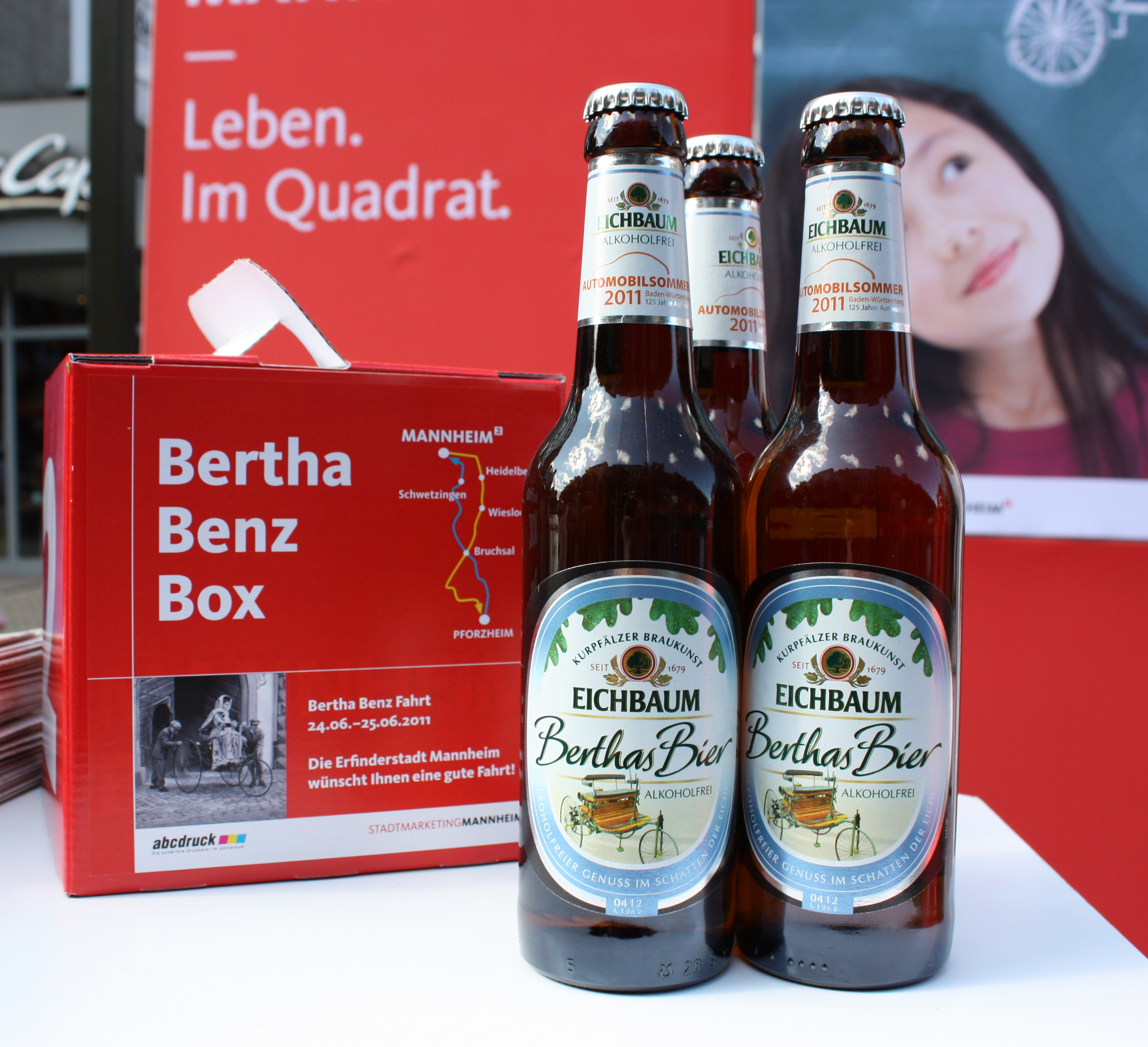
Trei beri Eichbaum fără alcool
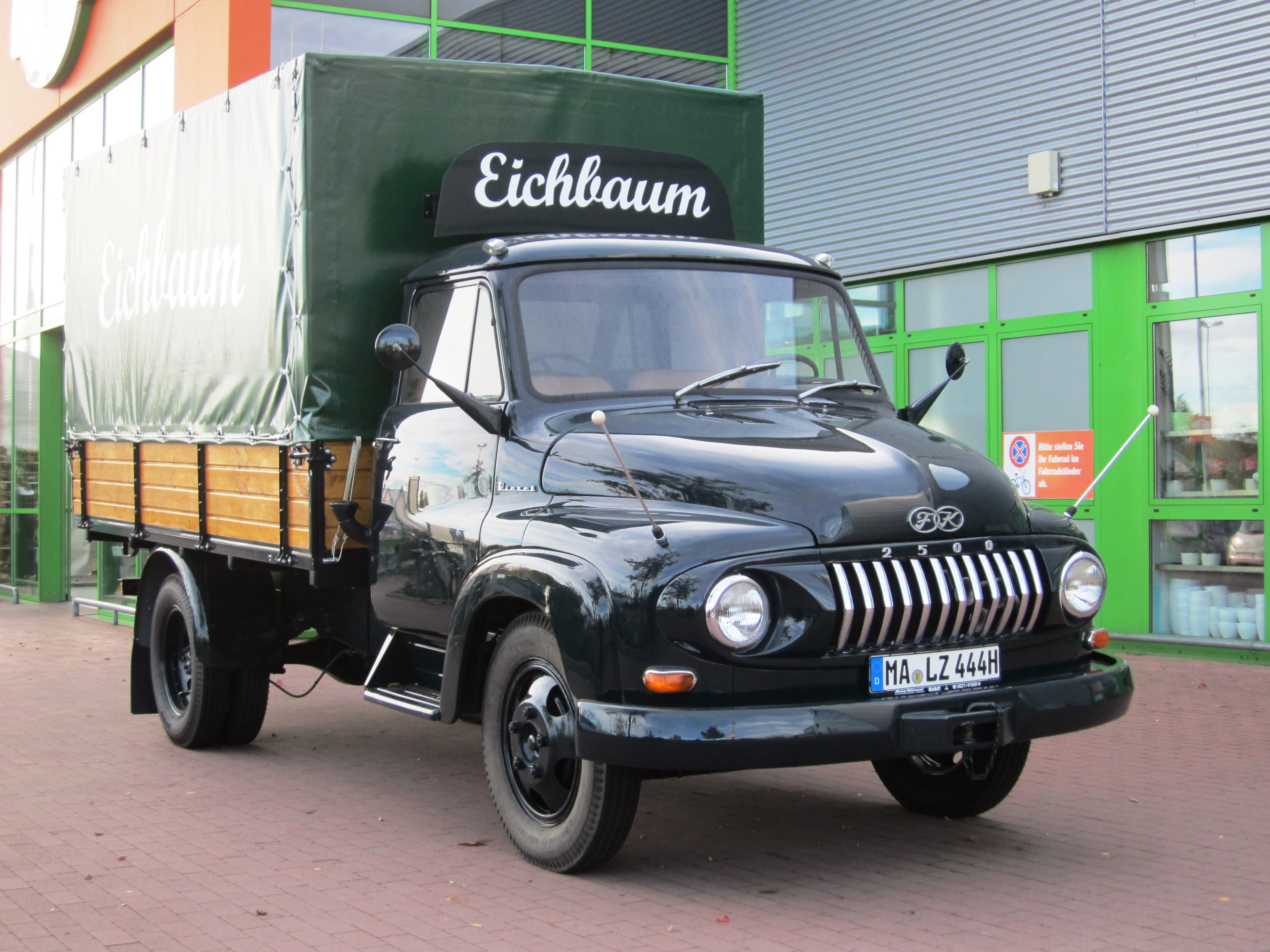
Un camion Ford FK 2500 Diesel folosit la transportarea berii Eichbaum